# Cynotilapia afra
Cynotilapia afra és una espècie de peix de la família dels cíclids i de l'ordre dels perciformes.

## Morfologia
- Els mascles poden assolir 10,1 cm de longitud total.[1][2]

## Hàbitat
És una espècie de clima tropical entre 23 °C-27 °C de temperatura i entre 3-30 m de fondària.

## Distribució geogràfica
Es troba a Àfrica: llac Malawi.